# Die Nation (Deutschland)
Die Nation: Wochenschrift für Politik, Volkswirtschaft und Literatur war ein deutsches Periodikum, das Ende des 19. Jahrhunderts in Berlin gegründet und von dem liberalen Politiker Theodor Barth herausgegeben wurde.
Es erschien dort von Jahrgang 1 (1883/84) bis Jahrgang 24 (1906/07) im Verlag Hermann in Kommission bzw. im Verlag Georg Reimer. Die Nation war politisch liberal ausgerichtet. Es erschienen darin Beiträge von Theodor Barth, Lujo Brentano, Conrad Haußmann, Helene Lange, Theodor Mommsen, Friedrich Naumann, Hugo Preuß, Alice Salomon, Karl Schrader, Gerhart von Schulze-Gaevernitz und Werner Sombart.